# Давид Торо
Хосе Давид Торо Руїлова (ісп. David Toro; 24 червня 1898 — 25 липня 1977) — полковник болівійської армії, член головного командування під час Чакської війни (1932—1935). Президент Болівії у 1936—1937 роках.